# Effectif actuel des Sound Tigers de Bridgeport
| No    | Nom                | Nat. | Position       | Arrivée |
| ----- | ------------------ | ---- | -------------- | ------- |
| +030, | Linus Soderstrom   |      | Gardien de but |         |
| +050, | Jared Coreau       |      | Gardien de but |         |
| +002, | Seth Helgeson      |      | Défenseur      |         |
| +006, | Mike Cornell       |      | Défenseur      |         |
| +007, | Grant Hutton       |      | Défenseur      |         |
| +014, | Jordan Schmaltz    |      | Défenseur      |         |
| +027, | Parker Wotherspoon |      | Défenseur      |         |
| +044, | Ryan MacKinnon     |      | Défenseur      |         |
| +010, | Ryan Bourque       |      | Ailier gauche  |         |
| +011, | Tanner Fritz       |      | Ailier droit   |         |
| +012, | Otto Koivula       |      | Ailier gauche  |         |
| +013, | Colin McDonald     |      | Ailier droit   |         |
| +015, | Simon Holmstrom    |      | Ailier droit   |         |
| +016, | Oliver Wahlstrom   |      | Ailier droit   |         |
| +017, | Nick Schilkey      |      | Ailier droit   |         |
| +018, | John Stevens       |      | Centre         |         |
| +021, | Cole Bardreau      |      | Centre         |         |
| -     | A.J. Greer         |      | Ailier gauche  |         |
| +024, | Travis St.Denis    |      | Centre         |         |
| +025, | Mason Jobst        |      | Centre         |         |
| +026, | Josh Ho-Sang       |      | Ailier droit   |         |
| -     | Austin Czarnik     |      | Centre         |         |
| +029, | Arnaud Durandeau   |      | Ailier droit   |         |
| +036, | Jeff Kubiak        |      | Centre         |         |
| +037, | Steve Bernier      |      | Ailier droit   |         |
| +038, | Erik Brown         |      | Ailier droit   |         |
| -     | Dmytro Timashov    |      | Ailier gauche  |         |
| +043, | Yanick Turcotte    |      | Ailier droit   |         |